# Southern Poverty Law Center
Southern Poverty Law Center (SPLC; с англ. — «Южный центр правовой защиты бедноты») — американская правовая и правозащитная организация, всемирно известная своими образовательными программами толерантности, правовыми победами над организациями белых расистов, американских ополченцев и экстремистов.
Центр базируется в Монтгомери, штат Алабама. Он был основан в 1971 году Моррисом Дисом, Джозефом Дж. Левином-младшим и Джулианом Бондом для защиты гражданских прав населения. Позднее Джулиан Бонд стал её президентом. В дополнение к бесплатным юридическим услугам жертвам дискриминации и преступлений на почве ненависти, центр ежеквартально издаёт журнал Intelligence Report, посвящённый информированию о тактике и деятельности американских радикальных правых групп ненависти и экстремистов.

## История
Southern Poverty Law Center был основан Моррисом Дисом, Джозефом Дж. Левиным-младшим и Джулианом Бондом в 1971 году в качестве юридической организации по защите гражданских прав в Монтгомери.
С 1980 года Центр стал участвовать в процессах по защите гражданских прав включая такие дела, как институциональная расовая сегрегация и дискриминация, жестокие и неконституционные условия в тюрьмах и центрах содержания под стражей, дискриминация по признаку сексуальной ориентации, жестокое обращение с нелегальными иммигрантами и неконституционное слияние церкви и государства. SPLC предоставляет информацию о группах ненависти Федеральному бюро расследований (ФБР) и другим правоохранительным органам.
Начиная с 2000-х годов Центр составляет список организаций, признанных ей группами ненависти в США. Под группой ненависти понимается «организация, которая, основываясь на своих официальных заявлениях или принципах, заявлениях своих лидеров или своей деятельности, имеет убеждения или практики, которые нападают или клеветают на целый класс людей, как правило, за их неизменные характеристики». Классификация и списки групп ненависти, составленные SPLC, часто рассматриваются в качестве авторитетных источников, широко признаются и цитируются в научных кругах и СМИ при освещении деятельности таких групп и связанных с ними вопросов.
В 2019 году основатель организации Моррис Диис был уволен, после чего президент организации Ричард Коэн ушёл в отставку; был проведён независимый аудит, расследовавший сообщения о расовых нападках и сексуальном харассменте в фирме. Новым президентом и CEO организации стала Маргарет Хуан, ранее возглавлявшая американское отделение Amnesty International.